# Mopani
Mopani – dystrykt w Południowej Afryce, w prowincji Limpopo. Siedzibą administracyjną dystryktu jest Giyani.
Dystrykt dzieli się na gminy:
- Greater Giyani
- Greater Letaba
- Greater Tzaneen
- Ba-Phalaborwa
- Maruleng